# Marc Bischofberger
Marc Bischofberger (* 26. Januar 1991) ist ein Schweizer Freestyle-Skier. Er startet in der Disziplin Skicross.

## Werdegang
Bischofberger stammt aus Oberegg im Kanton Appenzell Innerrhoden. Er begann seine Sportkarriere als alpiner Skirennläufer und nahm dabei von 2006 bis 2010 vorwiegend an FIS-Rennen teil. Als Freestyle-Skier startete er im Januar 2012 erstmals im Europacup in Obermaiselstein und belegte dabei den 26. Platz. Im Freestyle-Weltcup debütierte er am 16. März 2013 in Åre, wo er auf Platz 39 und 34 fuhr. Zu Beginn der Saison 2013/14 erreichte er in Innichen mit dem siebten Platz seine erste Top-10-Platzierung im Weltcup. In der Saison 2014/15 kam Bischofberger bei 11 Weltcupteilnahmen viermal unter die ersten Zehn. Dabei holte er am 10. Januar 2015 in Val Thorens seinen ersten Weltcupsieg und errang zum Saisonende den 11. Platz im Skicrossweltcup. Beim Saisonhöhepunkt, den Weltmeisterschaften 2015 am Kreischberg belegte er den 16. Platz. Im März 2015 wurde er Schweizer Meister im Skicross.
Bischofbergers bestes Weltcupresultat in der Saison 2015/16 war der 15. Platz am Watles. Nach Platz 5 und 10 bei den Weltcuprennen in Val Thorens zu Beginn der Saison 2016/17 wurde er beim Weltcup im Montafon Dritter. Es folgten im Weltcup sechs Top-10-Platzierungen, darunter Platz 2 in Idre. Zum Saisonende belegte er damit den 33. Platz im Gesamtweltcup und den 6. Platz im Skicross-Weltcup. Beim Saisonhöhepunkt, den Weltmeisterschaften 2017 in der Sierra Nevada, wurde er Zehnter.
Bei den Olympischen Winterspielen 2018 in Pyeongchang gewann Bischofberger die Skicross-Silbermedaille. Im Weltcup entschied er 2017/18 mit zwei Siegen sowie je einem zweiten und dritten Platz die Skicross-Disziplinenwertung für sich.
Die Saison 2022/23 konnte er als 16. beenden und mit dem zweiten Schweizer Meistertitel abschliessen.

## Erfolge

### Olympische Spiele
- Pyeongchang 2018: 2. Skicross

### Weltmeisterschaften
- Kreischberg 2015: 16. Skicross
- Sierra Nevada 2017: 10. Skicross
- Park City 2019: 15. Skicross
- Idre 2021: 27. Skicross
- Bukuriani 2023: 16. Skicross

### Weltcupsiege
Bischofberger errang bisher 9 Podestplätze, davon 4 Siege:
| Nr. | Datum             | Ort          | Land       |
| --- | ----------------- | ------------ | ---------- |
| 1.  | 10. Januar 2015   | Val Thorens  | Frankreich |
| 2.  | 21. Dezember 2017 | Innichen     | Italien    |
| 3.  | 22. Dezember 2017 | Innichen     | Italien    |
| 4.  | 23. Februar 2020  | Sunny Valley | Russland   |

### Weltcupwertungen
| Saison  | Gesamt | Gesamt | Skicross | Skicross |
| Saison  | Platz  | Punkte | Platz    | Punkte   |
| ------- | ------ | ------ | -------- | -------- |
| 2013/14 | 132.   | 9      | 31.      | 95       |
| 2014/15 | 41.    | 22     | 11.      | 246      |
| 2015/16 | 164.   | 4,58   | 38.      | 55       |
| 2016/17 | 33.    | 31,43  | 6.       | 440      |
| 2017/18 | 9.     | 46,20  | 1.       | 462      |
| 2018/19 | 98.    | 13,36  | 23.      | 147      |
| 2019/20 | 90.    | 14,27  | 17.      | 157      |
| 2021/22 |        |        | 21.      | 173      |
| 2022/23 |        |        | 16.      | 255      |

### Weitere Erfolge
- 2 Schweizer Meistertitel (2015 und 2023)